# Cena Bolesława Michałka
Cena Bolesława Michałka (polsky Nagroda im. Bolesława Michałka) je polské ocenění udělované od roku 1997 měsíčníkem Kino za nejlepší knihu pojednávající o filmu. Nese jméno polského scenáristy a filmového kritika Bolesława Michałka. 

## Laureáti
- 1997 – Jerzy Maśnicki a Kamil Stepan PLEOGRAF – Słownik biograficzny filmu polskiego 1896-1939 (Staromiejska Oficyna Wydawnicza, Krakov)
- 1998 – Ryszard Kluszczyński Obrazy na wolności. Studia z historii sztuk medialnych (Instytut Kultury, Varšava)
- 1999 – Tadeusz Szczepański Zwierciadło Bergmana (Wydawnictwo słowo/obraz/terytoria, Gdaňsk)
- 2000 – Mirosław Przylipiak Poetyka kina dokumentalnego (Wydawnictwo Uniwersytetu Gdańskiego)
- 2001 – Mariola Jankun-Dopartowa Gorzkie kino Agnieszki Holland (Wydawnictwo słowo/obraz/terytoria w Gdańsku)
- 2002 – Alina Madej Kino. Władza. Publiczność. Kinematografia polska w latach 1944-1949 (Wydawnictwo „Prasa Beskidzka”, Bielsko-Biała)
- 2003 – Maria Kornatowska Fellini (Wydawnictwo słowo/obraz/terytoria w Gdańsku)
- 2004 – Tadeusz Sobolewski Za duży blask. O kinie współczesnym (Wydawnictwo Znak, Krakov)
- 2005 – Iwona Kurz Twarze w tłumie (Wydawnictwo Świat Literacki)
- 2006 – Rafał Marszałek Kino rzeczy znalezionych (Wydawnictwo słowo/obraz/terytoria w Gdańsku)
- 2007 – Iwona Sowińska Polska muzyka filmowa 1945-1968 (Wydawnictwo Uniwersytetu Śląskiego)
- 2008 – Konrad Klejsa Filmowe oblicza kontestacji (Wydawnictwo Trio, Varšzava)
- 2009 – Adam Garbicz Kino, wehikuł magiczny. Podróż piąta 1974-81 (Wydawnictwo Literackie w Krakowie)
- 2010 – Alicja Helman Odcienie czerwieni. O filmowej twórczości Zhanga Yimou (Wydawnictwo słowo/obraz/terytoria w Gdańsku)
- 2011–12 – Tadeusz Lubelski Historia niebyła kina PRL (Wydawnictwo Znak w Krakowie)
- 2013 – Piotr Zwierzchowski Kino nowej pamięci. Obraz II wojny światowej w kinie polskim lat 60. (Wydawnictwo Uniwersytetu Kazimierza Wielkiego w Bydgoszczy)
- 2014–15 – Karolina Kosińska Androgyn. Tożsamość, tęsknota, pragnienie (Instytut Sztuki PAN, Warszawa 2014)[1]
- 2016 – Dorota Karaś Cybulski. Podwójne salto (Wydawnictwo Znak, Krakov 2016)
- 2017 – Paweł Mościcki Chaplin. Przewidywanie teraźniejszości (Wydawnictwo słowo/obraz/terytoria w Gdańsku)[2]
- 2018–19 – Justyna Jaworska "Piękne widoki, panowie, stąd macie". O kinie polskiego sockonsumpcjonizmu (Towarzystwo Autorów i Wydawców Prac Naukowych „Universitas”, Kraków 2019, ISBN  97883-242-3505-6)